# Gaillardbois-Cressenville
Gaillardbois-Cressenville is een plaats en voormalige gemeente in het Franse departement Eure (regio Normandië) en telt 344 inwoners (2005). De plaats maakt deel uit van het arrondissement Les Andelys. Gaillardbois-Cressenville is op 1 januari 2017 gefuseerd met de gemeente Grainville tot de gemeente Val d'Orger. 

## Geografie
De oppervlakte van Gaillardbois-Cressenville bedraagt 7,0 km², de bevolkingsdichtheid is 49,1 inwoners per km².
De onderstaande kaart toont de ligging van Gaillardbois-Cressenville met de belangrijkste infrastructuur en aangrenzende gemeenten.

## Demografie
Onderstaande figuur toont het verloop van het inwonertal (bron: INSEE-tellingen).